# Taraxacum stenolobum
Taraxacum stenolobum là một loài thực vật có hoa trong họ Cúc. Loài này được Stschegl. miêu tả khoa học đầu tiên năm 1854.